# Атанас Звездинов
Атанас Звездинов (псевдоним на Атанас Василев Атанасов) е български писател, преводач и журналист.

## Биография
Роден е на 5 август 1943 година в София. Завършва висше образование, специалност „Славянски филологии“ (чешки и български език и литература) в Софийския държавен университет.
Работи като редактор в Българското национално радио и в издателство „Народна младеж“. Главен редактор е на няколко издателски къщи: „Свят“, „Политрейд“ и „Южна зора“, също управител на издателска къща „Вест“. Директор е на Дома на детската книга с музей „Ангел Каралийчев“ към Министерство на образованието и главен редактор на списание „Родна реч“.

## Литературни приноси

### Като автор
Автор е на 40 собствени книги за деца и възрастни - поезия и проза. Съставител на 14 антологии, от които и на единствената по рода си антология с любимите български стихотворения за деца – „Знам ги наизуст“. Преразказва и издава 5 книги с български народни приказки и 1 – с приказки от цял свят. Дълги години сътрудничи на много печатни и електронни медии, най-вече БНР и БНТ.

### Като редактор
Шестнадесет години работи в детската редакция на издателство „Народна младеж“, там редактира над сто книги за деца.
Дълги години е участвал в редколегии на списания за деца като „Дружинка“, „Пламъче“, „Чуден свят“. Литературен консултант на списанието за деца „Аз съм българче“. Участва с доклади в множество конференции за детската литература по света и в България.

### Като преводач
Превежда редица стихове за възрастни и за деца от чешки, словашки и руски. Редактор е на много преводни книги. Два мандата е отговорник за детско-юношеската литература в Съюза на преводачите в България. Звездинов завършва кариерата си като директор на Дома на детската книга с музей „Ангел Каралийчев“ към Министерство на образованието.
След промените в периода 1995 – 1999 г. Звездинов организира дейността на Дома на детската книга „Ангел Каралийчев“ като център на прояви, свързани с авторите и литературата за деца – творчески срещи, конференции, премиери на книги, методическо подпомагане на работещите в тази област, библиотечна дейност на една от най-големите библиотеки за деца, базирани в него и организира проявите по Седмицата на детската книга.
Член е на Съюза на българските писатели, Съюза на българските журналисти и Съюза на преводачите в България.
Звездинов е семеен, с две деца – Ясен и Милена.

## Награди
- 2003 г. е награден с паметния медал на Министерство на външните работи на Чешката република за развитие на българо-чешките отношения в областта на културата.[1]
- 2008 г. получава наградата за детско творчество „Петя Караколева“.[2]
- 2011 г. получава две награди:
  - Националната литературна награда „Божидар Божилов“ за стихосбирката „Ангелът пазител“.[3]
  - Паметен плакет „Карел Хинек Маха“ на Чешката република за майсторски превод на поемата „Май“.[4]
- 2013 г. също е награден два пъти:
  - Медал „Ян Масарик“ на Чешката република за развитие на българо-чешките отношения в областта на литературата.[5]
  - Наградата на Съюза на преводачите в България за цялостна дейност в областта на превода от чешки, словашки и руски език.[6]
- 2014 г. е награден с:
  - Почетна грамота за цялостно творчество на Управителния съвет на Съюза на българските писатели.[7]
  - Специална награда на Управителния съвет на СБП за книга с висока художествена стойност, издадена през 2013 г. – за книгата „Баснослов“
- 2016 г. получава наградата на издателство „Български писател“ за съставителството на поетичната антология „Безсмъртни след смъртните“ [8]
- 2017 г. получава Националната литературна награда „Милош Запков“ за книгата му „Баснописецът“.[9]
- 2019 г. Съюзът на българските писатели му присъжда Специалната литературна награда на Управителния съвет на СБП „За цялостно представяне през 2018 година с книгите: „Басномонолози“, „Брани-недобрани“ и „Духовна кръв“.[10]
- 2020 г. - получава Националната литературна награда „Христо Смирненски“.[11]
- 2021 г. - получава Националната литературна награда на Съюза на българските писатели за патриотична поезия „Георги Джагаров“. [12]
- 2023 г. - получава отличие „ЗЛАТЕН ВЕК“- Печата на цар Симеон Велики <ЗЛАТЕН> „Златен век“. [13]
- 2023 г. - получава национална награда за културата и изкуството „Златно перо“. [14]

## Творчество
Атанас Звездинов е издал 40 собствени авторски книги за възрастни и деца – поезия и проза, осем от които са наградени с национални награди, както следва:

### Книги за възрастни
- „Шепа жива вода“ (поезия). издателство "Народна младеж", 1967
- „Лиричен караул“ (поезия). Държавно военно издателство, 1970
- „Артерии“ (поезия). Държавно военно издателство, 1975 (наградена от Министерство на народната отбрана)
- „Музика за празник“ (поезия). издателство "Народна младеж", 1976
- „Между зъбите на дните (поезия). издателство "Народна младеж", 1979
- „Нежна броня“ (поезия). издателство "Народна младеж", 1983
- „Гласът на огъня“ (поезия). издателство "Народна младеж", 1985
- „Хотел в чужбина“ (поезия). издателство "Български писател", 1988
- „Памет в полет“ (повест). издателство "Партиздат", 1988
- „Осанка“ (поезия). издателство "Народна младеж", 1989
- „Басни“ (басни). Университетско издателство „Св. Климент Охридски“, 1998
- „Нетленното“ (поезия). издателство "Христо Ботев", 1998
- „Мъдрецът“ (басни). издателство "Христо Ботев", 2004 (наградена от СБП)
- „Хоро венеца му вие“ (повест). издателско ателие „Аб“, 2005 - второ издание през 2008
- „Ангелът пазител“ (поезия). издателство "Български писател", 2010 (наградена от СБП)
- „Будилник за будни“ (поезия), издателство "Старфай", 2011
- „Душа и дух“ (избрани стихотворения), издателство „Авангард Прима“, 2013
- „Баснослов“ (басни). издателство "Български писател", 2013 (наградена от СБП)
- „Баснописецът“ (избрани басни). издателство „Захарий Стоянов“, 2015 (наградена с наградата „Милош Зяпков“)
- „Басномонолози“ (басни). издателство "Български писател", 2018
- „Духовна кръв“ /спомени до поискване/, издателство Издателство „Авангард Прима“, 2018
- „Божиите очи на пещерата“ (повести), издателство „Кентавър“, 2018
- „Звездност“ (избрани стихотворения), издателство „Захарий Стоянов“, 2020
- „Знайност“ (басномонолози), издателство „Захарий Стоянов“, 2021 г.
- "Любовни признания" (поезия), издателство „Захарий Стоянов“, 2022 г.
- „Будилник за будни“ (поезия), „Фондация Устойчиво развитие за България“, 2022 - второ допълнено издание
- „Говорят световете“ (избрани стихотворения), издателство „Захарий Стоянов“, 2023 г.
- „Атанасни басни“ (избрани басни), издателство „Захарий Стоянов“, 2023 г.

### Книги за деца
- „Къщичка без покрив“ (поезия). издателство "Български писател", 1979 (наградена от Министерство на народната просвета)
- „Фанфари“ (поезия). Държавно военно издателство, 1980
- „Кончета крилати“ (поезия). издателство "Отечество", 1981
- „Диви каранфили“ (повест). издателство "Народна младеж", 1982
- „Снимка с шапка невидимка“ (поезия). издателство "Български писател", 1985 (наградена от Министерство на народната просвета)
- „Чудноватият робот“ (поезия). издателство "Славейче", 1985
- „Календар-иманяр“ (поезия). издателство "Отечество", 1987- второ издание през 1996
- „Кой свети“ (поезия). издателство „Дал сиат“, 1993
- „Сандалите на Слънцето“ (поезия). издателство "Български писател", 1990
- „Басни и притчи“ (басни). издателство „Здраве за децата-бъдеще“, 1999
- „Най-хубавото“ (стихове). издателство "Български писател", 2007 (наградена от СБП)
- „Чувани, нечувани, приказки римувани“. издателство „Аз съм българче“, 2015
- „Брани-недобрани“ (стихове). издателство "Захарий Стоянов", 2018

### Книги с преразказани народни приказки
Атанас Звездинов е създал още пет книги с преразказани от него български народни приказки и една – с приказки от цял свят:
- „Крали Марко“ (приказки). издателство "Дамян Яков", 1999
- „Нероден Петко“ (приказки). издателство "Дамян Яков", 1999
- „Самодивско кладенче“ (приказки). издателство "Дамян Яков", 2000
- „Приказно яйце“ (приказки от цял свят). издателство „Паралакс“, 2002
- „Приказки за змейове и самодиви“ (приказки). издателство "Дамян Яков", 2004
- „Въже от пясък“ (приказки). издателство "Дамян Яков, 2006

## Преводи
Атанас Звездинов е превел и издал 6 (шест) книги от чешки, словашки и руски:
- „Алим Кешоков“ (избрано). издателство "Народна култура", 1977
- „Голяма картинна книжка“. издателство "Народна младеж", 1984
- „Трима чешки поети“. издателство "Народна култура", 1985
- „Китка балади“, К. Я. Ербен, издателство „Славика РМ“, 1994 - второ издание през 2003, издателство „Херон прес“; трето издание през 2011, издателство „Авангард прима“
- „Май“, К. Х. Маха, издателство „Херон прес", 2004 - второ издание през 2010, издателство „Авангард прима“
- „Чешка чест“ (избрани стихотворения от чешки поети), издателство „Аб“, 2009 - второ издание през 2019 г., издателство „Авангард прима“
- „Претворения“  (избрани преводи от чешки поети), издателство „Авангард-прима“, 2023 г.

Авторски стихове на Звездинов са превеждани на руски, чешки и испански език, а романът му „Диви карамфили“ е преведен на словашки.
През 2019 година издателство „Словашки писател“ издаде книгата му с избрани стихотворения „Бездънния пчелин“.

## Съставителска дейност
Атанас Звездинов е съставител на 12 антологии:
- „Знам ги наизуст“ (любимите български стихотворения за деца). издателство "Дамян Яков", 2003
- „Аз искам да те помня все така“ (любовна лирика). издателство „Дал Сиат“, 2005
- „Весела Коледа. Най-хубавите български коледни легенди, стихотворения, приказки и песни“. издателство "Дамян Яков", 2007
- „Българийо, родино моя“ (патриотична поезия). издателство „Дал Сиат“, 2007
- „Любовни тайни“ (антология на любовната поезия). издателство "Дамян Яков", 2007 - второ издание през 2008
- „Любовни знаци“ (антология на любовната поезия). издателство "Дамян Яков", 2007
- „Родино мила“ (поезия за родината). издателство "Дамян Яков", 2008
- „Фолклорен калейдоскоп“, том 1. издателство "Дамян Яков", 2009
- „Фолклорен калейдоскоп“, том 2. издателство "Дамян Яков", 2009
- „Чешка чест“ (най-добрите чешки поети от 18, 19 и 20 век), издателство „Аб“, 2009 - второ издание през 2019, издателство „Авангард Прима“
- „Безсмъртни след смъртните“ (безсмъртните български стихотворения). издателство "Български писател", 2015

В съсъставителство с Боян Ангелов:
- „България-любов“. издателство "Български писател", 2016

В съсъставителство с Никола Инджов и Петър Анастасов:
- Българска христоматия „Отечество и свобода“. издателство "Български писател", 2016